# Onkologi
Onkologi (græsk: onkos (knude eller svulst), logi (læren om)) er et medicinsk speciale omhandlende læren om tumorer og deres behandling. En læge, der praktiserer onkologi, er en onkolog.
Onkologisk behandling kan omfatte medicinsk (cytostatisk/kemoterapi, hormonbehandling) og radioterapeutisk behandling (stråleterapi) og finder sted på specielle onkologiske centre/afdelinger.